# ムスティエ文化
ムスティエ文化（ムスティエぶんか、ムスチエ文化、ムステリアン文化、ムスティリアン文化とも）とは、ヨーロッパにおける中期旧石器時代に栄えた文化のこと。氷期の時代と一致しており、ル・ムスティエで遺蹟が発見されたことにちなむ。ムスティエ文化は7万5千年前から9万年前までに発生したが、これはヨーロッパの中期石器時代に該当しており、3万5千年頃に後期旧石器時代に受け継がれた。
型式学上では剥片素材の削器と尖頭器が多数発見されており、ルヴァロワ型石核を用いた剥片剥離を特徴とする。
主に北アフリカ、ヨーロッパ、近東でムスティエ文化の痕跡が見られるが、シベリア、アルタイ地方まで分布が見られる。

## 概要

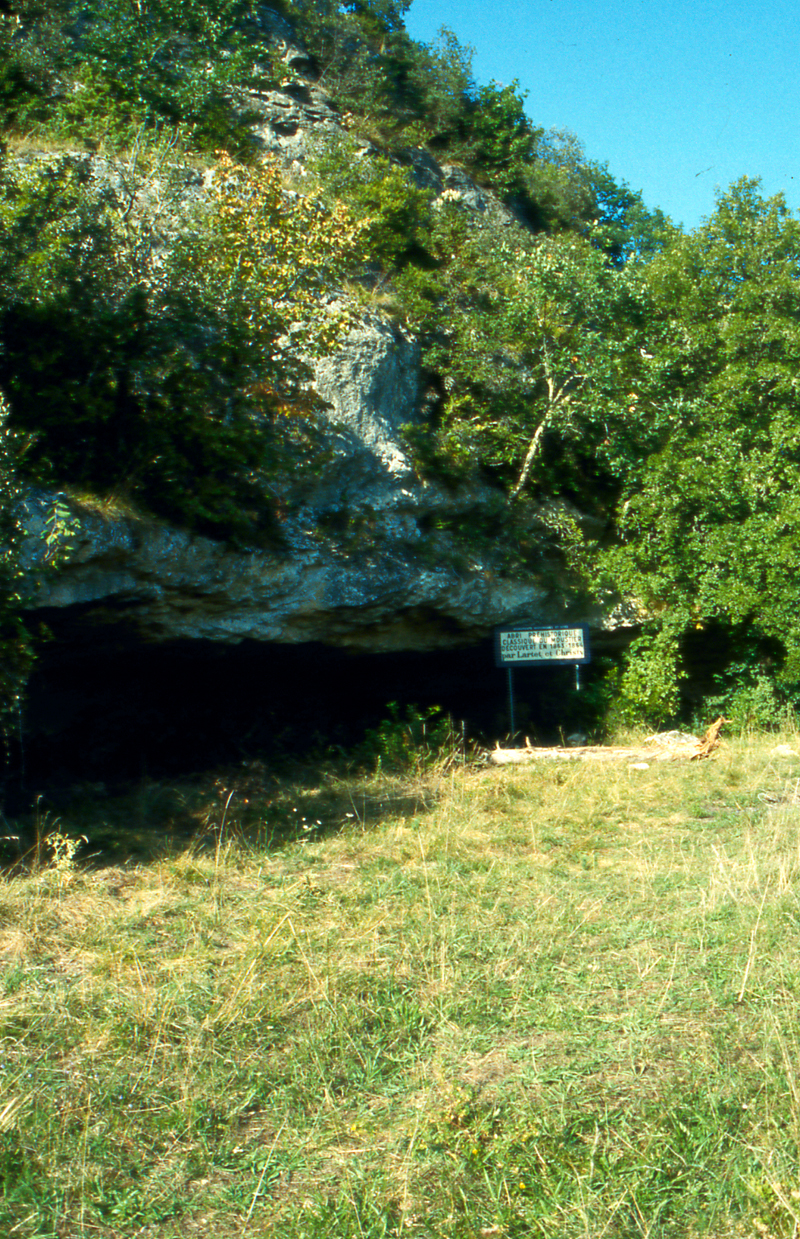
ムスティエ文化の遺蹟が初めて発見された洞窟

1908年、フランス西南部のル・ムスティエ (en) の岩陰でネアンデルタール人の人骨と化石が共伴して発見された。これにちなんでガブリエル・ド・モルティエ (en) によってムスティエ文化と名称が付けられた。その他にもネアンデルタール人の骨が各地で発見されたが、これがムスティエ文化の石器と共に発見されたためにネアンデルタール人はムスティエ文化だけを持った人々であったと見做されたが、これらのことはその後の発見と研究により誤りと判断されている。
ただし、ムスティエ文化はヨーロッパの中期旧石器文化であり古典的ネアンデルタール人らが活動していた時期に一致しているが、一部では変種も見られ、これは現世人類タイプの人々が営んだと考えられており、西アジアでは原クロマニョン人の化石と共に発見された例も存在する。
これらの基本的変種は『フェラシー型（fr）』、『キナ型 (en) 』、『鋸歯縁石器（デンテイキュレイト）ムスティエ文化 (en) 』、『典型的ムスティエ文化（fr）』、『アシュール伝統ムスティエ文化(MTA)（fr）』であるが、これらは技術的、型式的特長に分けられるが異なった文化と考えるよりかは進化の過程で技術が複合化したものと見做されている。
ただし、これら石器の出土に関しては豊富であるが、住居遺構や装身具などの石器以外の出土が少ないため、ムスティエ文化を担った人々の活動については不明な点が多い。

## 石器

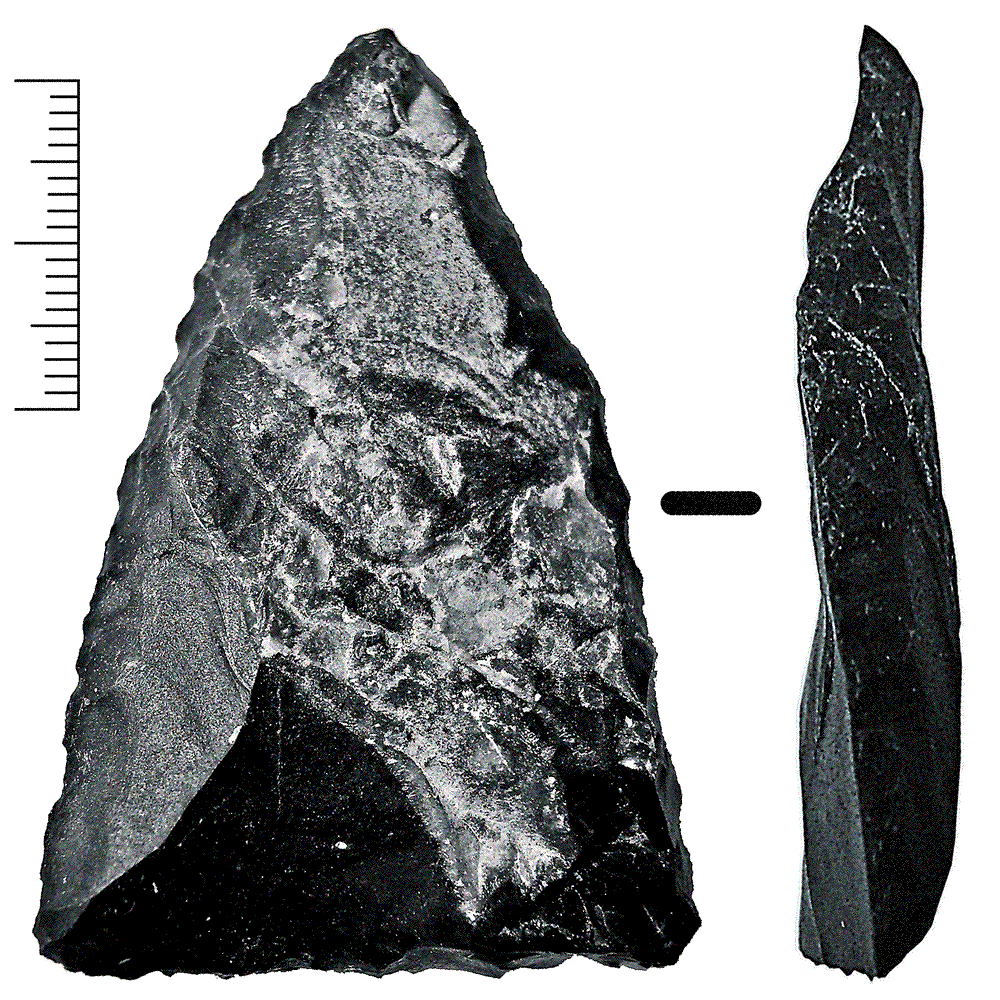
ムスティエ尖頭器

ムスティエ文化の石器の中でもムスティエ型尖頭器（Mousterian Point）と呼ばれる石器を2次加工して三角にした石器が特徴として上げられる。これは刺突具として用いられ、削器としても使用されていたとされる。なお、長さが幅の2倍以上あるものは長型ムスティエ尖頭器（elongated Mousterian Point）と呼ばれる。
ムスティエ文化の石器をフランソワ・ボルド (en) は1953年以降、類型学により、63種類の定義されたタイプに分け、さらにハンドアックスを21形式に分類したリストを追加した。それらは1961年に『下部及び中部旧石器時代の形式論』として総合的体系化され、旧石器時代を研究する人々の間でバイブルと化した。
ボルドは加工技術としては剥片の基部に基づいて、『単純なもの』、『打調のあるもの』、『凸面で打調のあるもの』、『凸面で2平面があるもの』、『二次加工で剥離されたもの』、『特徴が認定できないもの』の6種類に分類したが、これに伴い、ボルドはこの定義を用いて存在する石器を分類、その相対的比率を算出することにより、ルヴァロワ型尖頭器・剥片の率を表すルヴァロワ指数（TLI）、スクレイパーの率を表すスクレイパー指数（SI）、その中でもキナ型の率を表すキナ指数（QI）、みねつきナイフの率を表すナイフ指数（UAI）、その他に調整打面指数、多調整打面指数、石刃指数、シャラント指数、鋸歯縁石指数、抉入石器指数、両面加工石器指数などでその性質が判断され、それぞれ所属するカテゴリーに分類されることになった。
| 区分                         | 亜種       |
| ---------------------------- | ---------- |
| シャラントグループ           | キナ       |
| シャラントグループ           | フェラシー |
| 典型的ムスティエ文化         |            |
| 鋸歯縁石器ムスティエ文化     |            |
| アシュール伝統ムスティエ文化 | A型        |
| アシュール伝統ムスティエ文化 | B型        |

シャラントグループに属するキナ型とフェラシー型、典型的ムスティエ文化はハンドアックス (en) が無いか殆ど見られず、スクレイパー (en) が高い比率を占める。しかし、キナ型はスクレイパーの刃が打撃面の反対側にあるものが多く、フェラシー型、典型的ムスティエ文化ではそれらが少ない。また、典型的ムスティエ文化ではルヴァロワ技法に偏差があり、2つの亜種に分けられることもある。鋸歯縁石器ムスティエ文化ではスクレイパーが占める割合が少なく、一部では退化した石器も見られる。また、ハンドアックスやみねつきナイフも見られない。
アシュール伝統ムスティエ文化(MTA)は1930年に認定された。これはミコク文化 (en) 、晩期アシュール文化 (en) と複雑な関係を持っているとされている。また、このアシュール伝統ムスティエ文化では心臓の形をしたハンドアックスが多く見られ、みねつきナイフ、スクレイパーの頻度は半分を超えることが無い。ただし、このアシュール伝統ムスティエ文化はA型とB型に分けられており、A型がビュルム氷期開始期のもので約7万8千年前、B型はビュルム氷期II後期（4万年 - 3万年前）のムスティエ文化終末期のものと考えられている。また、A型がハンドアックスを持つのに対してB型にはハンドアックスが存在しないという特徴がある。

## ムスティエ文化における埋葬

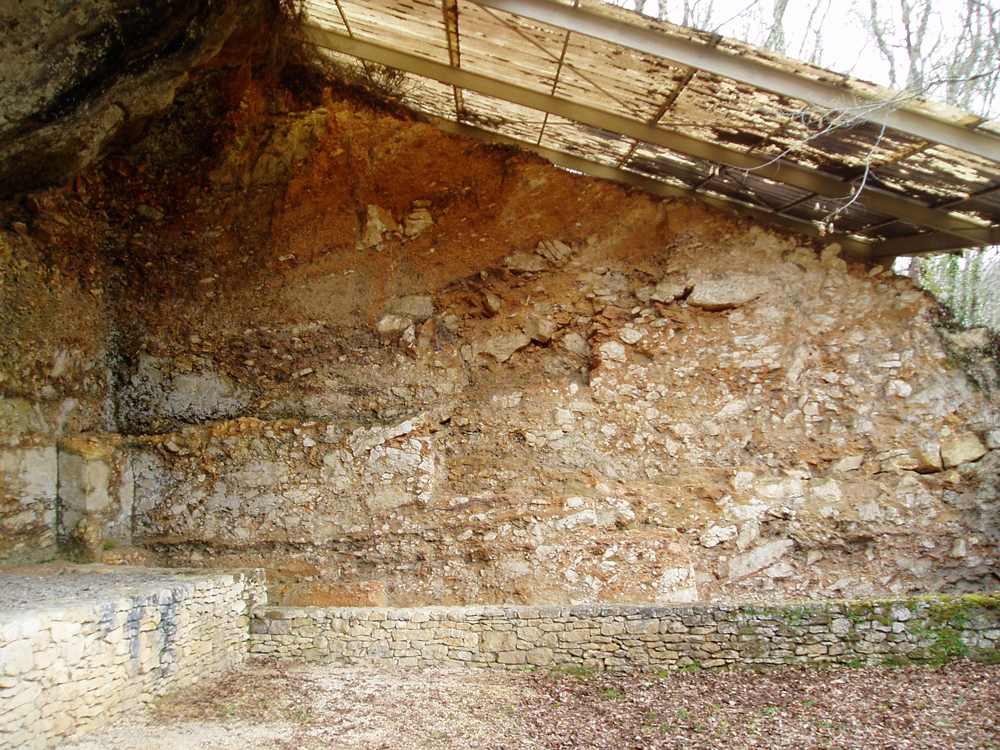
ラ・フェラシー

1908年、オットー・ハウザー (en) によってラ・フェラシーの発掘調査が行なわれ、ネアンデルタール人の青年の骨格が発見された。しかし、この調査はアンリ・ヴァロワ (en) によれば『科学的見地から言えば嘆かわしい状況であった』ため、埋葬されたものか否かは明らかにすることができなかった。
しかし、1922年、ルイ・カピタン（fr）、ダニー・ペイロニー（fr）らはラ・フェラシーでムスティエ文化期の墓を発見、ムスティエ文化の人々が死者の埋葬を行なっていたことが明らかになり、さらに複雑な遺構も発見された。さらにペロニーが調査を行なった結果、ムスティエ文化の層において2つの埋葬された人骨を発見、1つは三枚の板状の石に覆われており、もう片方には少年が石器とともに埋葬されていたため、ムスティエ文化の人々が死者の埋葬を行っていた事が明らかになった。
1913年、ラ・シャペル人 (en) を発見したバルドン（L. Bardon）、ブゾニー（Jean Bouyssonie）によってラ・フェラシー、ル・ムスティエ、スピー (en) における発見について以下のような特徴があることを発表した。
1. 身をかがめた姿勢で埋葬されていたこと[# 4]。
2. 遺体を保護するための細工がされていること[# 5]。
3. 食物供犠が行われていること[# 6]。
4. 細工の施されたフリントが供えられていること[# 7]。
5. 死者の為に墓が作られていること[# 8]。
6. 墓のそばで魔術的なことが行われていること[# 9]。

これらについて当時の保守的な人々は批判を繰り返したが、これ以外の部分については議論がなされているものがあるとはいえども、中期旧石器時代に墓が存在したことの証明となった。
また、クリミア半島にあるキィク・コバ（Kiik-Koba）、スタロセリエ（Staroselje）においても墓が設けられていた。キィク・コバ洞穴は上部がキナ型、下部が鋸歯縁石器と複合化しているが、方形の墓に成人ネアンデルタール人が葬られていた。ここでは右脚と両足の骨などが発見されたが、ボンチ・オスマロフスキーによれば一般的なネアンデルタール人よりも原始的な骨格であるとしている。一方でキナ型亜型のスクレイパーが発見されたスタロセリエでは幼い子供の骨が発見されている。

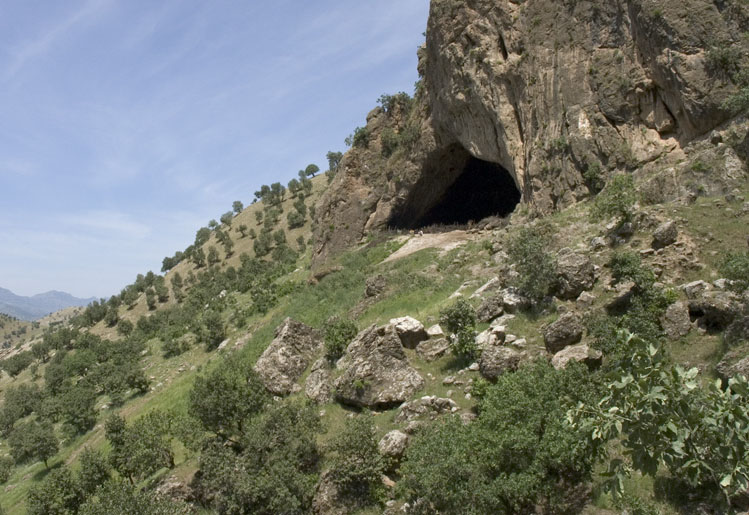
シャルニダール洞穴

一方でイラクのシャニダール遺跡は『花の供えられた埋葬』で有名であるが、ここで発見されたムスティエ文化期の石器はウズベキスタンのテシク・タシュ遺跡 (en) と文化的には同一なものである。シャニダールでは他にも洞穴の崩落で押しつぶされた人々が発見されているが、シャニダール4号の人物は岩を掘りぬいた墓の中に南枕で埋葬されていた。調査の結果、遺体は花のベッドの上に安置されて埋葬されていることが明らかになり、キク科、ユリ科、マオウ科、アオイ科の花粉が発見されている。

## ムステリアン論争
ムスティエ石器の変化についてボルドとルイス・ビンフォード (en) の間で論争が行なわれた。ボルドは各個別集団がそれぞれの石器を使用していたと判断、集団の文化伝統の違いがムスティエ石器の違いに繋がると考えていたが、それに対してビンフォードは狩猟、木工などの各遺跡で行なわれた活動の違いに繋がると考えていた。
ボルドの主張によればフランスのドルドーニュ県のペシュ・ド・ラゼ（Pech-de-l'Azé）遺跡では典型的ムスティエ、鋸歯縁石器ムスティエ、典型的ムスティエという順番に一連の層位が発見されており、近隣のコンブ・グルナル（Combe-Grenal）遺跡で発見された典型的ムスティエ文化と平行していたことが明らかにされた。そこで、それぞれのムスティエ文化が進化の過程で現れたものではなく、同時進行で営まれていたとしているがこれは文化を担った人々が定住して活動していたと結論付けた。そして、マイラ・シャクリー (en) はそれぞれの石器製作者らは同じ仕事を同じように行なったが、作成した石器が異なり、ネアンデルタール人の各集団はそれぞれ独自の規格を持っていたと推測している。
それに対して、ビンフォードはムスティエ石器の違いは地域という体系の中の要素と考え、中期旧石器の人々が移動していたと判断、拠点的野営地と作業野営地が存在したと主張した。ビンフォードによれば拠点的野営地では野営地の維持のために典型的ムスティエ文化、アシュール伝統ムスティエ文化A型、B型が使用され、作業的野営地ではシャラント型ムスティエ文化キナ型、フェラシ型、鋸歯縁石器ムスティエ文化が狩猟、原材料の獲得に使用されたとしており、機能よりも時代に関係があると主張した。
この論争は1960年代から80年代まで続けられたが、結局、結論がでることはなかった。しかし、ビンフォードの主張は遺跡の機能差を考慮するという斬新な観点であり、それまで伝統差や時代差のみを考慮していた学界に大きな反響を呼ぶ事となった。
その後、新たにハロルド・ディブル (en) によって石器の再加工、利用石材の差などを考慮した機能的解釈も主張されている。

## 各地域のムスティエ文化
日本にこの時代に人類が到来していたとする確証は存在しない。ただし、赤城山山麓の権現山の中部ローム層においてスクレイパーや槌が工事中に発見されているが、これらの石器はこの時期と同程度と推測されている。

### ヨーロッパ

#### イギリス
ブリテン島のアシュール伝統ムスティエ文化のハンドアックスはイプスウィッチ間氷期後期からデペンス氷期前期の極僅かな期間に作成されたものであり、大陸でいうところのリス＝ビュルム最終間氷期 (en) とビュルム最終氷期に当たる。
ブリテン島のアシュール伝統研究の結果、イプスウィッチ間氷期後期からデペンス氷期前期にムスティエ文化のハンドアックスはブリテン島各地に拡散しており、北部ケント州、南部ハンプシャー州、中央ウーズ渓谷、ロンドンでにおいて発見されたが、彼らは狩猟の為に短期間、ブリテン島に滞在したと考えられているが、現段階では遺蹟は一箇所でしか発見されていない。

#### フランス
フランスではムスティエ文化に関する多くのものが存在する。1908年にブイソニー（Bouyssonie）兄弟により、ラ・シャペロー＝サン（fr）においてムスティエ文化期の石器とともにネアンデルタール人の頭骨が発見された。さらに1909年にはドルドーニュ地方のラ・フェラシーにおいてダニー・ペイロニー（fr）とルイ・カピタン（fr）らが発掘してネアンデルタール人の骨格を発見しており、その翌年、アンリ・マルタン（Henri-Martin）がラ・キーナ（fr）の遺蹟で2体のネアンデルタール人を発見しているがいずれもムスティエ文化層からである。また、ネアンデルタール人は炉を使用していた形跡も発見されている。

#### スペイン
カンタブリア地方のエル・カスティージョ洞穴（El Castillo、エル・カスティーリョ洞窟）のムスティエ文化層が発掘されている。ここでは100点もの資料が発掘され、十分な量の資料が与えられることになったが、発掘調査中に多数の遺物が失われたことが報告されている。このエル・カスティージョ洞穴とコバ・ド・ボロモル遺跡はムスティエ文化層が多数発見されている。

#### イタリア
リパロ・タグリエント（Riparo Tagliente）、グロッタ・フォッセローネ（Grotta Fosselone）、グロッタ・モッセリーニ（Grotta Moscerini）らでムスティエ文化層が発見されているが、これらはムスティエ文化層が多数重なる多層遺跡である。

#### ギリシャ
ギリシャではムスティエ期の石器がエピルス、テッサリア、エリス、アルゴリスなどの洞窟、開地遺跡で発見されており、アスプロチャリコ遺跡ではムスティエ文化層が重複している。これらはルヴァロワ技法で作成された剥片や両面加工の尖頭器、横型削器、鋸歯状石器が発見されているが、独立した文化層は発見されていない。しかし、紀元前6万年前までには環地中海地域においてムスティエ文化が広まっていた事が確認されている。

#### クロアチア
クロアチアのクラピナではドラグティン・ゴルヤノヴィッチ＝クランベルガーの発掘調査において、ムスティエ文化期の石器とネアンデルタール人の化石遺体が発見されている。

### シベリア
シベリアはムスティエ文化が主に見られるヨーロッパや西アジアとは離れた位置にもかかわらず、ムスティエ文化の分布が見られる。また、ルヴァロワ技法の対象が縦長剥片や石刃の剥片に使用されており、後期旧石器時代に見られる石刃技法とルヴァロワ技法の中間の技法を使用している。これらの技法は在地のルヴァロワ技法から生じたと考えられており、これが後にシベリア、モンゴル、中国北部の一部へ広がったとも考えられている。
ムスティエ文化がシベリアにまで広がっていると推察したのはアレクセイ・オクラドニコフ (en) とO.M.アダメンコの両者であり、アルタイ地方ルプツォフスキー地区 (en) のボブコヴォ遺跡でマンモスの牙、バイソンの角と共に発見された縦長剥片を分析、形式学的、技術的、地層からシベリアにおいて初めて発見されたルヴァロワ・ムスティエ石刃であると考察、さらにゴルノ・アルタイ自治州（現アルタイ共和国）のウスチ＝カン地区 (en) のウスチ・カン洞穴では1954年、I.M.パヴリュチェンコが試掘して以来調査が続けられたが、セルゲイ・ルデンコ (en) の報告によれば地表下40cmから1.2mの文化層3層から5層にかけて、哺乳動物や鳥類の骨、そしてルヴァロワ石刃・剥片などが多数発見されていた。これは上部更新世からアルタイの最終氷期直前頃の石器群であるとルデンコは判断していたが、オクラドニコフはムスティエ文化タイプの尖頭器、円盤型石核がウスチ・カン洞穴で発見されたことを発表した。
しかし、当初、シベリアに中期旧石器時代の存在自体は否定されていなかったが、エニセイでは新石器時代に至るまでムスティエ型のものが存在し続けるため、ウスチ・カン石器群をムスティエ文化と断定するのは時期尚早であるとオクラドニコフは判断しており、そのためウスチ・カン洞穴は当初、ムスティエ文化とは判断されず、その後、S.N.アスタホフやN.K.アニシュートキンらの本格的研究により同遺跡がムスティエ文化の後期、もしくは最終末のものであると考察され、シベリアにおける中期旧石器文化の研究が新たな扉を開くことになった。
シベリアにおける旧石器文化の第3期を成すムスティエ文化の中心は北緯50度以南、東経85度以西であるが、その範囲はエニセイ川中流の北緯55度にまで及んでいる。1974年にZ.A.アブラーモヴァによって発見されたアバカン市のドヴグラスカ洞穴ではルヴァロ三角型剥片などが発見され、クラスノヤルスク貯水湖左岸のクルタク遺跡群やカーメンヌィ盆地遺跡でも同様なものが発見され、現在ではアンガラ川流域まで広がる可能性が断片的ではあるが発見されている。
さらに1966年にトムスク大学の洞穴学者であるA.チェルノフとL.ポポフらによって発見されたチゲレク村のストラーシュナヤ洞穴でも1969年から1970年にかけてA.P.オクラドニコフとN.D.オヴォドフ、1989年にA.P.デレヴャンコらによって発掘調査が行なわれた。ここでもルヴァロワ石核、ルヴァロワ石刃、ルヴァロワ剥片が発見されているが、これらはウスチ・カン洞穴よりも古い石器群と見做されている。
また、アルタイ地区のオビ川上流のアヌイ川右岸のデニソワ洞穴、カーミンナヤ洞穴、ウスチ・カラコル洞穴、オビ川下流のソロネシュノエ地区にあるオクラドニコフ（記念）洞穴などでもムスティエ文化の流入が見られており、ムステリアン尖頭器、ルヴァロワ剥片、ルヴァロワ石核などが発見されており、2010年に今までの知られている人類とは異なる人類（デニソワ人）が営んでいた可能性が発表された。

### 中東

#### イラク
イラク、クルディスタンのシャニダール洞窟は1953年にラルフ・ソレツキー (en) によって発掘が開始された。この洞窟においては1953年6月22日に「シャニダールの子供」と呼ばれる幼児のネアンデルタール人が発見されている。また、洞窟を5.5メートル掘り進んだところでムスティエ文化期の石器が発見されており、最上部が4万5千年前、最下部が10万年前であることが放射性炭素年代測定法によって明らかにされている。
なお、シャニダール洞窟では9つのネアンデルタール人が発見されているが、1991年の湾岸戦争以降、8つの所在が不明であり、シャニダール3号のみがアメリカで保管されている。

#### イスラエル
ケバラ洞窟でにおいて1983年10月、ネアンデルタール人の成人男子の化石が発見された。この化石には「モシェ」という愛称がつけられたが、この化石が発見された層ではムスティエ文化型のフリント石器が発見され、これは6万年前と測定された。さらにカフゼー洞窟で発見されたムスティエ文化層のフリント石器も熱ルミネッサンス測定法で測定された結果、9万2千年前と測定された。しかし、このカフゼーのムスティエ文化層で発見された化石人骨はネアンデルタール人ではなく、プロト・クロマニョン（早期新人）であった。

#### レバント
ムスティエ文化が存在し、6万年前頃からエミレ文化に移行したとされる。

## ムスティエ文化に関わる主な遺蹟
以下の遺蹟はムスティエ文化に関する出土があった箇所である。ただし、ムスティエ文化以外層では別の文化の発見もされている箇所があるので注意されたい。なお、表は『クリストファー・ストリンガー、クライヴ・ギャンブル著 河合信和訳『ネアンデルタール人とは誰か』朝日新聞社、1997年。』に従って作成した。
| 名称                        | 地域       | 石器による区分               | 記事                                     |
| --------------------------- | ---------- | ---------------------------- | ---------------------------------------- |
| ラルブレーダー（L'Arbreda） | スペイン   | ムスティエ                   |                                          |
| ドゥアラ                    | シリア     | ムスティエ                   |                                          |
| クサール・アキル            | レバノン   | ムスティエ                   |                                          |
| コンブ・グルナル            | フランス   | 鋸歯縁石器ムスティエ         | 典型的ムスティエも存在する。             |
| スクレイン洞窟              | ヨーロッパ | ムスティエ                   |                                          |
| グァッターリ（Guattari）    | イタリア   | ムスティエ（ポンティニア）   | ネアンデルタール人の骨が発見されている。 |
| ル・ムスティエ (en)         | フランス   | MTA B                        | その他にもMTA Aも存在する。              |
| シャニダール (en)           | 中東       | ムスティエ                   | ネアンデルタール人の骨が発見されている。 |
| ラ・シャペル (en)           | ヨーロッパ | キナ型ムスティエ             | ネアンデルタール人の骨が発見されている。 |
| バチョ・キロ                | ブルガリア | 典型的ムスティエ             |                                          |
| イオトン                    | ヨーロッパ | キナ型ムスティエ             |                                          |
| アムッド洞窟 (en)           | イスラエル | ムスティエ文化の可能性あり。 | ネアンデルタール人の骨が発見されている。 |
| フォンセーニェ              | ヨーロッパ | MTA A                        | 典型的ムスティエも存在する。             |
| ラス・エル・ケルブ          | 中東       | ムスティエ                   |                                          |
| ペシュ・ド・ラゼII          | フランス   | ムスティエ                   |                                          |
| ロケットII                  | ヨーロッパ | キナ型ムスティエ             |                                          |
| ケバラ (en)                 | イスラエル | ムスティエ                   | ネアンデルタール人の骨が発見されている。 |
| ブリュガ                    | ヨーロッパ | キナ型ムスティエ             |                                          |
| アブリ・ピエ＝ロンバール    | ヨーロッパ | 典型的ムスティエ             |                                          |
| カナレッテ                  | ヨーロッパ | 典型的ムスティエ             |                                          |
| エル・カウム                | 中東       | ヤブルド＝ムスティエ         |                                          |
| アブリ・ラボルド            | ヨーロッパ | フェラシー型ムスティエ       |                                          |
| タブーン (en)               | イスラエル | ムスティエ                   |                                          |
| カフゼー                    | 中東       | ムスティエ                   | 早期新人による。                         |
| ズティイェー                | イスラエル | ヤブルド＝ムスティエ         |                                          |
| アスプロチャリコ            | ヨーロッパ | ムスティエ                   |                                          |
| フンマル・ウェル            | 中東       | ムスティエ                   |                                          |
| アブリ・ヴォーフレ          | ヨーロッパ | ムスティエ                   |                                          |
| ウスチ・カン洞穴            | ロシア     | ムスティエ                   |                                          |
| ストラーシュナヤ洞穴        | ロシア     | ムスティエ                   |                                          |